# Sataskauat
Sataskauat är en ort i Mexiko.   Den ligger i kommunen Jopala och delstaten Puebla, i den sydöstra delen av landet, 170 km nordost om huvudstaden Mexico City. Sataskauat ligger 625 meter över havet och antalet invånare är 490.
Terrängen runt Sataskauat är kuperad. Runt Sataskauat är det tätbefolkat, med 297 invånare per kvadratkilometer. Närmaste större samhälle är Jopala, 0,96 km nordväst om Sataskauat. Omgivningarna runt Sataskauat är en mosaik av jordbruksmark och naturlig växtlighet.